# Nian gao

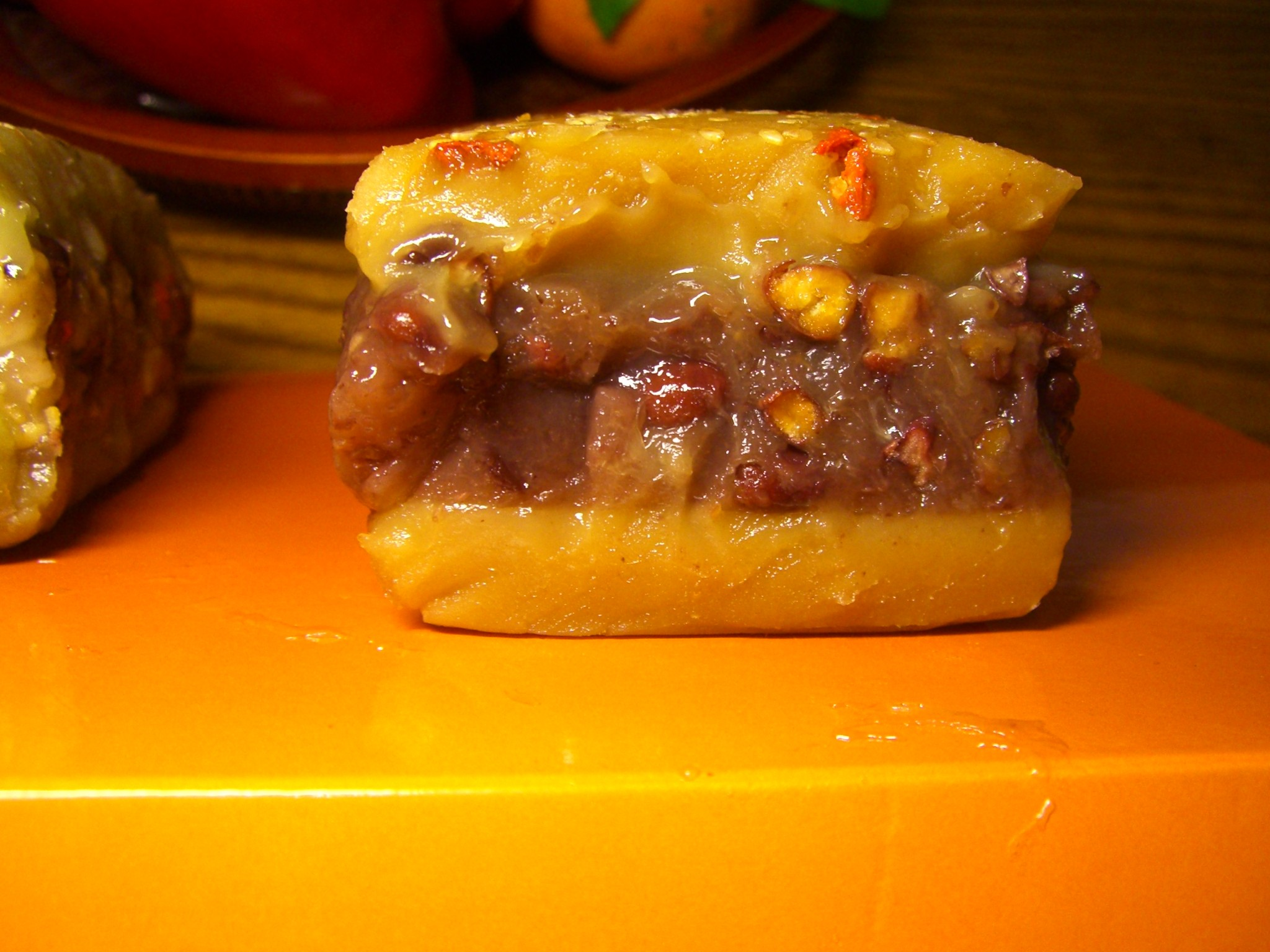
Niangao : pâte de haricot rouge entre deux couches de pâte de riz glutineux parfumé au longane.

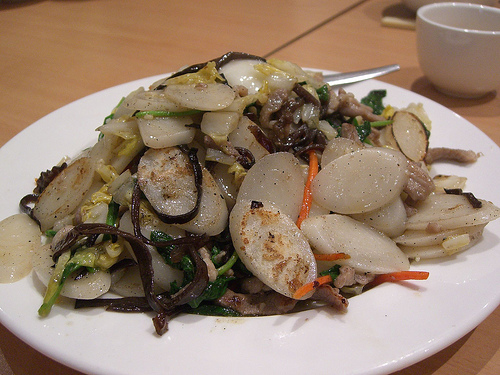
Niangao non parfumé en tranches, sauté avec des légumes.

Le nián gāo (chinois : 年糕 ; pinyin : nián gāo ; litt. « gâteau (gāo) de l'an (nián) ») peut désigner deux choses :
- un gâteau de riz fabriqué à partir de riz glutineux, traditionnellement parfumé au haricot rouge, au longane ou au sucre de canne complet, consommé au moment du Nouvel An chinois ;
- des galettes de riz, sortes de nouilles à base de riz glutineux également, plates, de formes ovales et épaisses, utilisées toute l'année comme élément de base dans différents plats de la cuisine chinoise.

Depuis la fin du XXe siècle, la gamme des parfums des gâteaux de riz se diversifie (thé vert par ex.). Cuit à la vapeur, le nian gao classique, qui durcit en refroidissant, est généralement consommé en tranches frites ou réchauffées à la vapeur. La recette a été modifiée pour produire un nouveau type qui reste tendre.
Selon l'habitude chinoise d'exprimer des souhaits par homophonie, le second caractère, gāo, signifiant « gâteau », peut s'interpréter comme gāo, « haut » (高). Manger du nian gao au Nouvel An exprime alors le souhait de s'élever (dans la carrière ou les études) d'année en année.
La cuisine coréenne et la cuisine japonaise possèdent des aliments similaires, respectivement appelés tteok et mochi.